# Julius Randle
Julius Deion Randle (Dallas, 29 de novembro de 1994) é um jogador norte-americano de basquete profissional que atualmente joga pelo Minnesota Timberwolves da National Basketball Association (NBA).
Ele foi selecionado pelo Los Angeles Lakers como a sétima escolha geral do draft da NBA de 2014. Em sua estreia, Randle quebrou a perna direita e perdeu o restante da temporada. Depois de quatro anos com os Lakers, ele assinou com o New Orleans Pelicans. Ele teve média de 21,4 pontos  em 2018-19, sua única temporada com o time, antes de chegar a um acordo para se juntar aos Knicks.

## Carreira no ensino médio

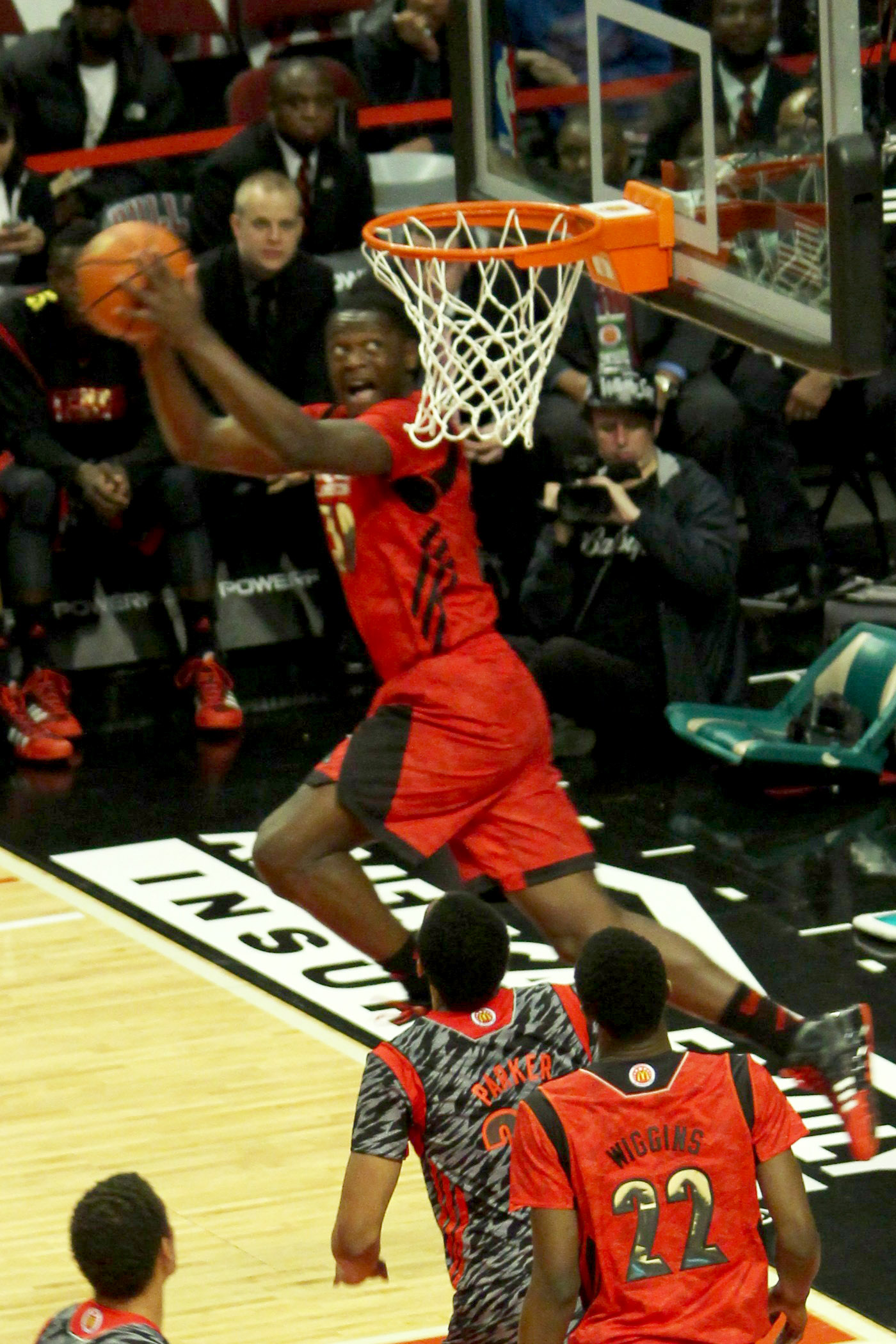
Randle realiza uma enterrada de costas em 2013.

Randle frequentou a Prestonwood Christian Academy em Plano, Texas, onde foi considerado um dos 5 melhores jogadores da turma de 2013 junto com Andrew Wiggins, Jabari Parker, Andrew Harrison e Aaron Gordon.
Em agosto de 2012, Randle venceu o Under Armour Elite 24 Dunk Contest e no dia seguinte foi nomeado um dos MVPs do Elite 24, onde marcou 27 pontos e levou sua equipe a uma vitória de 164-138.
Considerado um recruta de cinco estrelas pelo Rivals.com, Randle foi listado como o melhor Ala-pivô e o segundo melhor jogador do país em 2013.
No fim de semana após o Dia de Ação de Graças em sua última temporada, Randle fraturou o pé e perdeu três meses como resultado. Em março de 2013, Randle levou sua equipe ao terceiro título estadual em quatro anos. Nessa temporada, Randle teve médias de 32,5 pontos e 22,5 rebotes.
Em 20 de março de 2013, Randle se comprometeu com a Universidade de Kentucky, rejeitando propostas do Texas, Kansas e Flórida. Ele então se juntou a Andrew Harrison, seu irmão gêmeo Aaron Harrison, James Young, Dakari Johnson e Marcus Lee como o sexto jogador de Kentucky selecionado para jogar no All-American Boys Game McDonald's e no Jordan Brand Classic.

## Carreira universitária
Em 28 de fevereiro de 2014, Randle foi nomeado um dos 10 semifinalistas do Trófeu de Jogador Universitário do Ano. Ele ajudou Kentucky a chegar a final do campeonato nacional mas perdeu para a Universidade de Connecticut. Ele terminou a temporada de 2013-14 com 24 duplos-duplos, a segunda maior marca de um jogador de Kentucky atrás das 25 de Dan Issel em 1969-70. Em 40 jogos (todas as partidas), ele teve médias de 15,0 pontos, 10,4 rebotes e 1,4 assistências em 30,8 minutos.
No dia 22 de abril de 2014, Randle se declarou para o draft da NBA de 2014, renunciando aos três últimos anos de elegibilidade na faculdade.

## Carreira profissional

### Los Angeles Lakers (2014-2018)
Randle foi selecionado pelo Los Angeles Lakers como a sétima escolha geral no draft da NBA de 2014. Em sua estreia em 28 de outubro de 2014, depois de apenas 14 minutos de jogo, Randle quebrou a tíbia direita. Ele passou por uma cirurgia bem sucedida no dia seguinte para reparar a fratura e, posteriormente, perdeu o resto da temporada. Em 9 de março de 2015, ele foi liberado para participar de atividades completas de basquete sem contato com peso.

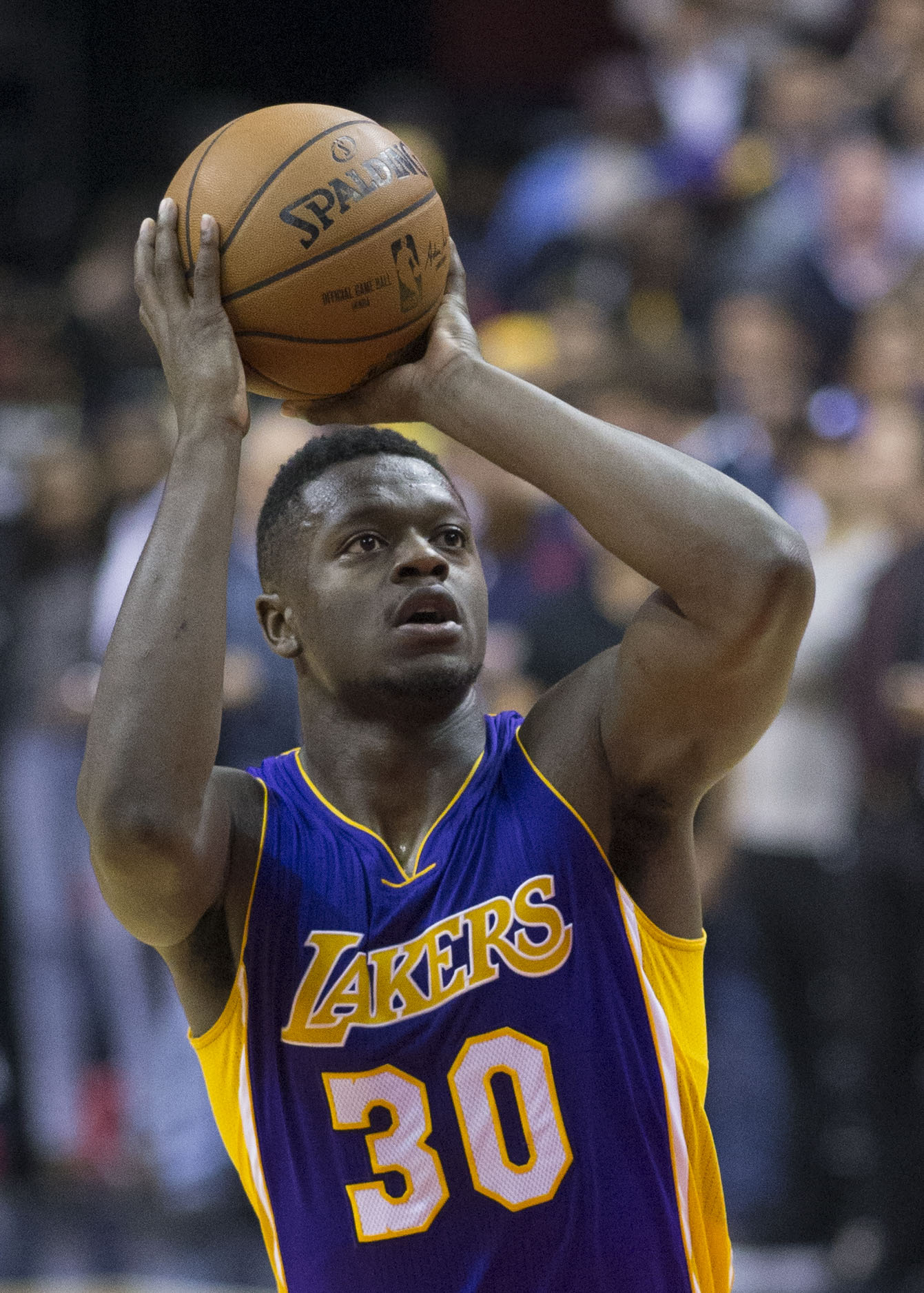
Randle pelos Lakers em 2015.

Randle retornou à ação na Summer League em julho de 2015. Exatamente um ano depois de se machucar em sua estreia na NBA, Randle teve 15 pontos e 11 rebotes como titular em uma derrota por 112-111 para o Minnesota Timberwolves. Ele teve uma grande partida em 1 de novembro contra o Dallas Mavericks, registrando 22 pontos, 15 rebotes, quatro assistências, quatro roubos de bola e um bloqueio em uma derrota por 103-93.
Em 2 de dezembro de 2015, ele registrou 15 pontos e 19 rebotes em uma vitória por 108-104 sobre o Washington Wizards. Em 29 de janeiro de 2016, ele marcou 23 pontos em uma derrota para o Los Angeles Clippers. Ele igualou essa marca em 8 de março, registrando 23 pontos e 11 rebotes na vitória por 107-98 sobre o Orlando Magic.
Em 25 de março, ele registrou seu primeiro triplo-duplo da carreira com 13 pontos, 18 rebotes e 10 assistências em uma derrota por 116-105 para o Denver Nuggets. Aos 21 anos, ele se tornou o jogador mais jovem dos Lakers a fazer um triplo-duplo desde Magic Johnson.
Ele jogou em todos os 15 jogos do começo da temporada de 2016-17 antes de perder três jogos por causa de uma lesão no quadril. Em 30 de novembro de 2016, ele fez 13 pontos e 20 rebotes na vitória por 96-90 sobre o Chicago Bulls. Em 3 de janeiro de 2017, Randle registrou seu terceiro triplo-duplo da carreira com 19 pontos, 14 rebotes e 11 assistências em uma vitória por 116-102 sobre o Memphis Grizzlies. Em 7 de março de 2017, ele registrou seu quarto triplo-duplo da carreira com 13 pontos, 18 rebotes e 10 assistências em uma derrota por 122-111 para o Dallas Mavericks. Em 15 de março de 2017, ele marcou 32 pontos em uma derrota de 139-100 para o Houston Rockets.
Randle começou a temporada de 2017-18 sendo reserva de Larry Nance Jr. Ele se destacou e retornou para o time titular em 29 de dezembro de 2017. Em 31 de dezembro, Randle teve 29 pontos e 15 rebotes em uma vitória por 148-142 para o Houston Rockets. Em 11 de março de 2018, ele teve 36 pontos, 14 rebotes e sete assistências em uma vitória por 127-113 sobre o Cleveland Cavaliers.
Randle terminou a temporada como o único jogador dos Lakers a jogar em todos os 82 jogos. Em 2 de julho de 2018, os Lakers renunciou a Randle, tornando-o um agente livre irrestrito.

### New Orleans Pelicans (2018–2019)
Em 9 de julho de 2018, Randle assinou um contrato de dois anos no valor de US$ 18 milhões com o New Orleans Pelicans.
Em sua estreia em 17 de outubro de 2018, ele teve 25 pontos vindo do banco em uma vitória por 131-112 sobre o Houston Rockets. Em 19 de novembro, ele registrou seu sexto triplo-duplo da carreira com 21 pontos, 14 rebotes e 10 assistências em 25 minutos em uma vitória por 140-126 sobre o San Antonio Spurs. Em 3 de dezembro, ele marcou 37 pontos em uma derrota de 129-126 para o Los Angeles Clippers. Dois dias depois, ele teve 27 pontos e 18 rebotes na vitória por 132-106 sobre o Dallas Mavericks. Em 27 de fevereiro de 2019, ele marcou 35 pontos em uma derrota por 125-119 para os Lakers. Em 15 de março, ele marcou 45 pontos em uma derrota de 122-110 para o Portland Trail Blazers.

### New York Knicks (2019–2024)
Em 9 de julho de 2019, Randle assinou um contrato de três anos e US$ 63 milhões com o New York Knicks.
Em 16 de fevereiro de 2021, Randle marcou 44 pontos na vitória por 123-112 sobre o Atlanta Hawks. Em 23 de fevereiro, ele foi nomeado como reserva do All-Star Game da NBA de 2021. Em 16 de abril, Randle registrou 44 pontos, 10 rebotes e 7 assistências em uma vitória por 117-109 sobre o Dallas Mavericks. Após o final da temporada regular, ele recebeu o Prêmio de Jogador que mais Evoluiu, recebendo 98 dos 100 votos para o primeiro lugar.
Em agosto de 2021, os Knicks assinaram uma extensão de quatro anos e US$ 117 milhões com Randle. Em 22 de março de 2022, ele foi multado em US$ 40.000 pela NBA por um incidente com um arbitro do jogo ocorrido dois dias antes. Em 2 de abril, o técnico dos Knicks, Tom Thibodeau, disse que Randle "provavelmente" ficaria de fora até o final da temporada devido a uma lesão no quadril. A temporada de Randle foi vista por muitos analistas e fãs como uma decepção, especialmente após sua decepção nos playoffs anteriores.
Em 28 de dezembro de 2022, Randle registrou 41 pontos, 11 rebotes e 7 assistências em uma derrota por 122-115 contra o San Antonio Spurs. Em 15 de janeiro de 2023, ele marcou 42 pontos e pegou 15 rebotes em uma vitória por 117-104 sobre o Detroit Pistons. Ele se tornou o primeiro jogador na história dos Knicks a marcar pelo menos 40 pontos e pegar 15 rebotes em um jogo desde Patrick Ewing em 1996. Em 2 de fevereiro de 2023, Randle foi nomeado para seu segundo All-Star Game da NBA como reserva da Conferência Leste. Em 24 de fevereiro, Randle empatou então sua melhor marca pessoal de 46 pontos em uma vitória por 115-109 sobre o Washington Wizards. Em 3 de março, ele marcou 43 pontos, pegou nove rebotes e fez uma cesta de três pontos decisiva em uma vitória por 122-120 sobre o Miami Heat. Em 20 de março, em uma derrota por 140-134 para o Minnesota Timberwolves, Randle marcou 57 pontos, o recorde de sua carreira. Seus 57 pontos foram os maiores por um jogador dos Knicks em um jogo desde os 62 pontos de Carmelo Anthony em 2014.
Randle teve uma exibição oscilante nos playoffs, tendo dificuldades com seus arremessos, mas ainda conseguindo contribuir para sua equipe e ajudar a levá-los às semifinais da Conferência Leste. Voltando de uma lesão no tornozelo no Jogo 1 da 1ª Rodada contra o Cleveland Cavaliers, Randle teve uma atuação forte registrando 19 pontos, 10 rebotes, 4 assistências e 2 roubos de bola em uma vitória fora de casa. Randle também agravou a lesão no tornozelo no Jogo 5 da 1ª Rodada. Ele perdeu o Jogo 1 das Semifinais da Conferência Leste, mas jogou no Jogo 2, marcando 25 pontos, pegando 12 rebotes e distribuindo 8 assistências em uma vitória para empatar a série.
Em 1º de fevereiro de 2024, Randle foi nomeado para seu terceiro All-Star Game como reserva da Conferência Leste. Em 4 de abril, foi anunciado que Randle passaria por uma cirurgia no ombro que o faria perder o restante da temporada de 2023-24.

### Minnesota Timberwolves (2024–Presente)
Em 2 de outubro de 2024, Randle foi negociado com o Minnesota Timberwolves como parte de uma troca de três times que também envolveu o Charlotte Hornets.
Em 22 de outubro de 2024, Randle fez sua estreia no Timberwolves, registrando 16 pontos, nove rebotes e quatro assistências, em uma derrota por 110–103 para seu antigo time, o Los Angeles Lakers.

## Estatísticas da carreira

### NBA

#### Temporada regular
|  | Líder da liga |

| Ano      | Equipe      | PJ  | PT  | MPJ  | AP   | 3P   | LL   | RT   | AS  | BR | TO | PPJ  |
| -------- | ----------- | --- | --- | ---- | ---- | ---- | ---- | ---- | --- | -- | -- | ---- |
| 2014–15  | LA Lakers   | 1   | 0   | 14.0 | .333 | .000 | .000 | .0   | .0  | .0 | .0 | 2.0  |
| 2015–16  | LA Lakers   | 81  | 60  | 28.2 | .429 | .278 | .715 | 10.2 | 1.8 | .7 | .4 | 11.3 |
| 2016–17  | LA Lakers   | 74  | 73  | 28.8 | .488 | .270 | .723 | 8.6  | 3.6 | .7 | .5 | 13.2 |
| 2017–18  | LA Lakers   | 82  | 49  | 26.7 | .558 | .222 | .718 | 8.0  | 2.6 | .5 | .5 | 16.1 |
| 2018–19  | New Orleans | 73  | 49  | 30.6 | .524 | .344 | .731 | 8.7  | 3.1 | .7 | .6 | 21.4 |
| 2019–20  | New York    | 64  | 64  | 32.5 | .460 | .277 | .733 | 9.7  | 3.1 | .8 | .3 | 19.5 |
| 2020–21  | New York    | 71  | 71  | 37.6 | .456 | .411 | .811 | 10.2 | 6.0 | .9 | .3 | 24.1 |
| 2021–22  | New York    | 72  | 72  | 35.3 | .411 | .308 | .756 | 9.9  | 5.1 | .7 | .5 | 20.1 |
| 2022–23  | New York    | 77  | 77  | 35.5 | .459 | .343 | .757 | 10.0 | 4.1 | .6 | .3 | 25.1 |
| 2023–24  | New York    | 46  | 46  | 35.4 | .472 | .311 | .781 | 9.2  | 5.0 | .5 | .3 | 24.0 |
| Carreira | Carreira    | 641 | 561 | 30.4 | .458 | .276 | .672 | 8.4  | 3.4 | .6 | .3 | 17.6 |
| All-Star | All-Star    | 2   | 0   | 16.3 | .583 | .200 | —    | 2.0  | 2.0 | .5 | .0 | 7.5  |

#### Playoffs
| Ano      | Equipe   | PJ | PT | MPJ  | AP   | 3P   | LL   | RT   | AS  | BR | TO | PPJ  |
| -------- | -------- | -- | -- | ---- | ---- | ---- | ---- | ---- | --- | -- | -- | ---- |
| 2021     | New York | 5  | 5  | 36.1 | .298 | .333 | .852 | 11.6 | 4.0 | .6 | .0 | 18.0 |
| 2023     | New York | 10 | 10 | 33.0 | .374 | .258 | .709 | 8.3  | 3.6 | .5 | .3 | 16.6 |
| Carreira | Carreira | 15 | 15 | 34.5 | .335 | .295 | .780 | 9.9  | 3.8 | .5 | .1 | 17.3 |

### Universitário
| Ano     | Equipe   | PJ | PT | MPJ  | AP   | 3P   | LL   | RT   | AS  | BR | TO | PPJ  |
| ------- | -------- | -- | -- | ---- | ---- | ---- | ---- | ---- | --- | -- | -- | ---- |
| 2013–14 | Kentucky | 40 | 40 | 30.8 | .501 | .167 | .706 | 10.4 | 1.4 | .5 | .8 | 15.0 |

Fonte:

## Prêmios e Homenagens
- NBA
  - NBA Most Improved Player Award: 2021
  - 3x NBA All-Star: 2021, 2023, 2024
  - 2x All-NBA Team
    - Segundo Time: 2021
    - Terceiro Time: 2023

## Vida pessoal
Randle é o filho de Carolyn Kyles, que jogou basquete no Texas. Ele é um cristão devoto e na faculdade visitou a capela da equipe antes de cada jogo em casa e disse: "Deus é meu tudo".

Randle é casado com Kendra Shaw e em 23 de dezembro de 2016, eles tiveram o primeiro filho do casal, Kyden.